# AJ 디반사
AJ 디반사(AJ Dybantsa, 본명: Anicet "AJ" Dybantsa Jr., 2007년 1월 29일 ~ )는 현재 유타 프렙(Utah Prep)에 다니는 미국 농구 선수이다. 2026년 클래스에서 재분류돼 2025년 클래스 1위 선수로 평가받는다.

## 어린 시절과 고등학교 경력
디반사는 매사추세츠주 브록턴 (매사추세츠주)에서 자랐으며 처음에는 성 세바스찬 학교(Saint Sebastian's School)에 다녔다. 신입생 시즌 이후 경기당 평균 19.1득점, 9.6리바운드, 2.9어시스트, 2.5블록을 기록하며 매사추세츠 남학생 농구 게토레이 올해의 선수로 선정되었다. 디반사는 성 세바스찬을 NEPSAC 클래스 A 주 챔피언십으로 이끄는 데 도움을 주었지만 밀턴 아카데미(Milton Academy) 77-76에 패했다.
디반사는 1학년 말에 캘리포니아주 나파에 있는 프롤리픽 프렙(Prolific Prep)으로 이적하여 2026년 클래스 2위인 타이런 스톡스(Tyran Stokes)와 팀을 이루었다. 2023년 7월, 디반사는 보스턴의 아마추어 애슬레틱 유니언(Amateur Athletic Union) 팀인 익스프레션 엘리트(Expressions Elite)의 멤버로서 나이키 피치 잼(Nike Peach Jam)에서 경기당 25.8점을 기록하며 득점 선두를 차지했다.
디빈사는 유타주 허리케인의 유타 프렙에서 뛰며 고등학교 농구 경력을 마무리하고 2024-25 시즌을 위해 이적했다. 유타 프렙은 이전에 해리먼(Herriman)에 있는 RSL 농구 아카데미였다. 유타 프렙에서 AJ는 2025년 클래스에서 미국 7위 포인트 가드이자 이 프로그램에서 4학년을 보내고 있는 동료 미국 금메달리스트 JJ 만다킷과 재회할 예정이다.